# Salvador Cristau Coll

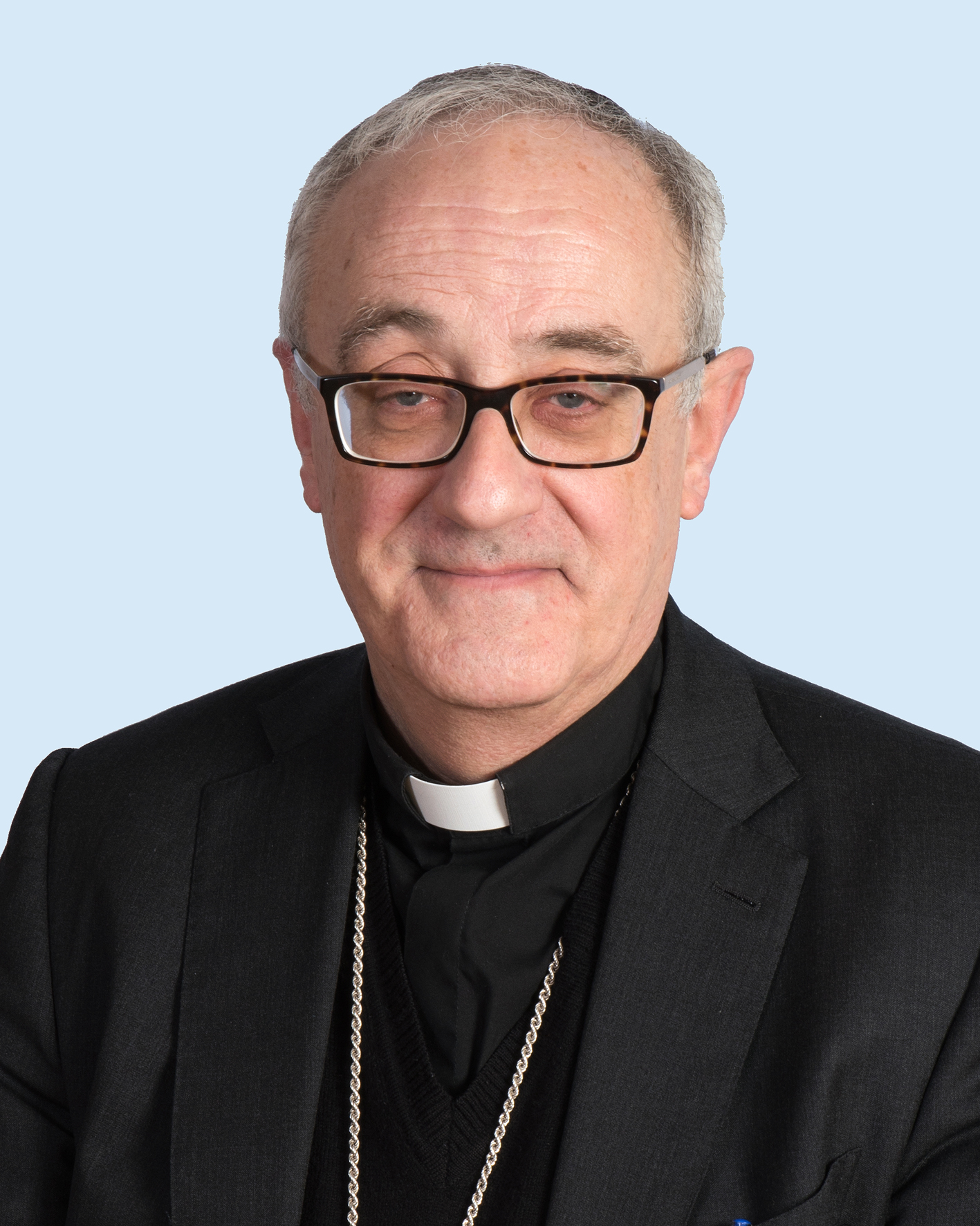
Bischof Salvador Cristau Coll

Bischofswappen

Salvador Cristau Coll (* 15. April 1950 in Barcelona) ist ein spanischer Geistlicher und römisch-katholischer Bischof von Terrassa.

## Leben
Salvador Cristau Coll empfing am 12. Oktober 1980 durch den Erzbischof Marcelo González Martín das Sakrament der Priesterweihe für das Erzbistum Toledo. Am 14. Januar 1985 wurde er in den Klerus des Erzbistums Barcelona inkardiniert und am 15. Juni 2004 in den Klerus des neugegründeten Bistums Terrassa.
Am 18. Mai 2010 ernannte ihn Papst Benedikt XVI. zum Titularbischof von Aliezira und bestellte ihn zum Weihbischof in Terrassa. Der Bischof von Terrassa, Josep Ángel Sáiz Meneses, spendete ihm am 26. Juni desselben Jahres die Bischofsweihe; Mitkonsekratoren waren der Apostolische Nuntius in Spanien, Erzbischof Renzo Fratini, und der Erzbischof von Barcelona, Lluís Kardinal Martínez Sistach. Salvador Cristau Coll ist zudem Generalvikar des Bistums Terrassa.
Papst Franziskus bestellte ihn am 3. Dezember 2021 zum Bischof von Terrassa. Die Amtseinführung erfolgte am 5. Februar 2022.